# Пизюс
Пизюс (лит. Pizio, Pizius, от лит. pize — устар. и обсц. «вульва») — божество прусско-литовского пантеона, бог супружеской верности, секса и фаллического духа.
Почитался юношами. Пизюс приводит жениху невесту.
Описан Ласицким в паре с Гундой.